# Reichsautobahn
Reichsautobahnen (fork: RAB) var et net af motorveje i Det Tredje Rige i Tyskland. Planlægningen og påbegyndelsen skete allerede under Weimarrepublikken i privat regi i foreningen HaFraBa, men under Nationalsocialismen blev udbygningen forceret i offentligt regi. Motorvejsbyggeriet var i modsætning til den vidt udbredte opfattelse ikke et led i krigsopbygningen til 2. verdenskrig
og havde kun begrænset indflydelse på arbejdsløsheden .
RAB kom senere til at udgøre grundstenen i Tysklands motorvejsnet.

## Organisation
Med et dekret den 27. juni 1933 startede projektet, der skulle skabe motorveje i hele Tyskland. Dermed gjorde Adolf Hitler det til et ambitiøst offentligt projekt, og ansvaret for det blev lagt i hænderne på Fritz Todt som nyudnævnt generalinspektør for vejvæsenet.
Todt var ansvarlig for fastsættelse af linjer og den mere detaljerede planlægning. Reichsautobahnen var organiseret som et datterselskab af Deutschen Reichsbahn-Gesellschaft (DR) og generaldirektøren for DR var også bestyrelsesformand og administrerende direktør i selskabet.

## Ideologi og arkitektur
Kulturminder, landskabet og naturbeskyttelse spillede en væsentlig rolle i den nazistiske ideologi og dermed også i planlægningen og byggeriet af motorveje. Tyskerne skulle lære skønheden af det genopståede fædreland. Arkitekten Professor Paul Bonatz og Landskabsarkitekt Alwin Seifert blev derfor tilknyttet motorvejsprojektet. Seifert blev udnævnt til Rigslandskabsadvokat. Seifert var en indflydelsesrig rådgiver for Todt og samlede landskabsarkitekter, plantesociologer og miljøfolk, som han forsøgte at gennemføre sine ideer med. Plantesociologen Reinhold Tuxen blev således sat i gang med at kortlægge den naturlige vegetation i områderne, hvor fremtidige motorveje skulle anlægges. Denne kortlægning skulle danne grundlag for en naturlig tysk beplantning langs vejene.
Den tyske Autobahn blev set som en måde at skabe et fællesskab på, som var kædet sammen både fysisk og symbolsk. Da Carl Theoder Protzen gav sit billede af motorvejsbroen ved Leipheim titlen: "Ryd skoven, spræng klippen, besejr dalen, overvind afstanden, udstræk vejen gennem det tyske land", skabte han en klar forbindelse mellem det, som skulle gøres, og det, som skulle opnås. Bygningen af den tyske Autobahn skulle ikke blot lære det tyske folk, at de var knyttet sammen, men skulle også vise at den var frembragt ved at tyskere arbejdede sammen. Det skulle være en inspiration ved opbygningen af det tyske folks samfund. Indsatsen, som blev gjort for at udforme motorvejsbroer og tankstationer, viser klart at det var mere end en motorvej.